# General estoria

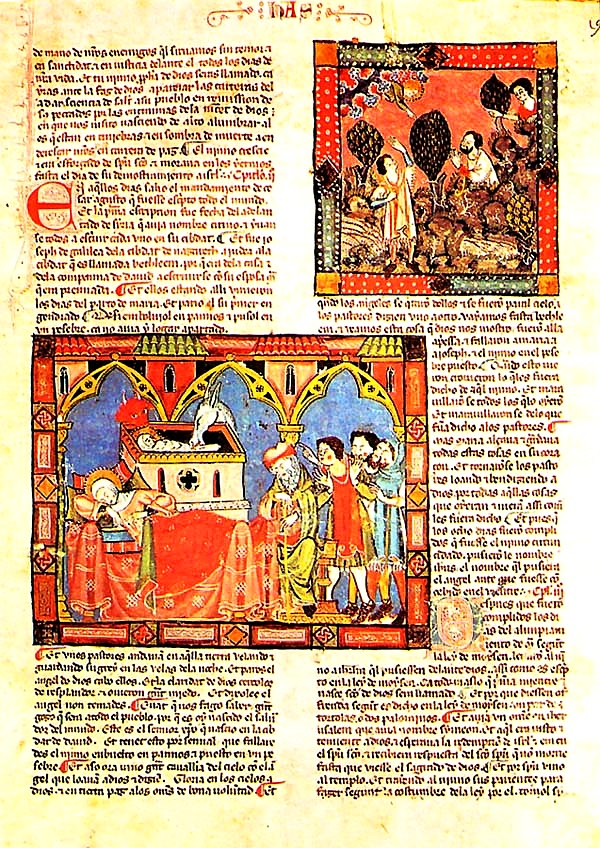
Manuscrit de la General estoria (codex de l'Escurial) d'Alphonse X le Sage.

La General estoria aussi appelée Grande e general estoria (Histoire générale) est un livre de caractère historique écrit à partir de 1270 en même temps que  la Estoria de España par le roi Alphonse X le Sage et ses collaborateurs de l'École de traducteurs de Tolède .
Cette œuvre historiographique fait partie d'un ambitieux projet d'Alphonse X visant à composer une histoire universelle en castillan. Pour son élaboration, elle utilise comme source prioritaire les Canons chronologiques d'Eusèbe de Césarée dans la version complétée par Saint Jérôme, qui avaient connu une grande diffusion au Moyen Âge. Comme il était habituel à cette époque, l'histoire était conçue depuis la Création et opérait par une accumulation de matériaux à partir d'une structure qui initialement reproduisait le schéma de l'histoire sacrée. De ce fait, et comme la œuvre est demeurée inachevée (elle s'interrompt à la sixième partie, qui contient une généalogie de la Vierge Marie et la guerre entre César et Pompée), cela conduit à une prédominance de la présence de l'histoire biblique. Il faut souligner également un usage inhabituel de sources d'origine gréco-latine, alors que l'on préférait alors les sources bibliques dans de nombreux ouvrages.

## Structure
Le récit historique remonte à la Genèse et part de l'Ancien Testament comme source principale, et s'arrête à cause de la mort du roi en 1284, avec le récit de la naissance de la Vierge Marie, alors que le projet initial prétendait relier l'histoire biblique avec les histoires grecque et romaine et arriver à l'époque du règne du roi.
Il est très probable que le plan d'origine avait prévu de diviser l'œuvre en sept parties (nombre symbolique qui est celui des sept humanités), ou livres, dont finalement on a conservé six. La cinquième partie est restée inachevée et la sixième ne conserve que les matériaux qui constituent un brouillon. La distribution en livres ou parties se fait comme suit:
- Première partie. De la Création à Abraham.
- Seconde partie. De Abraham à David.
- Troisième partie. David; l'exil à Babylone.
- Quatrième partie. Captivité à Babylone. De Nabuchodonosor II à Ptolémée IV
- Cinquième partie. De la captivité à Babylone à Jésus-Christ. Premier livre des Maccabées, le Pharsale, Jules César et Auguste.
- Sixième partie (ou sixième et septième parties). Depuis Jésus-Christ jusqu'à Alphonse X le Sage. Seul est conservé un fragment d'un brouillon d'une vingtaine de folios dans un manuscrit (côté 43-20) de la cathédrale de Tolède. Il commence avec les parents de Jean le Baptiste et de la Vierge et s'arrête au moment où Santa Anne conçoit Marie.

## Sources
Les sources utilisées pour la compilation de l'histoire universelle sont beaucoup plus nombreuses que celles qui ont été utilisées dans la Estoria de España et aussi de caractère très divers. La trame qui a servi à la construction est le récit de l'Ancien Testament, car le concept médiéval de l'histoire était subordonné au projet divin, qui était considéré le plus prestigieux. Pour cela l'œuvre utilise comme source principale les Canons d'Eusèbe de Césarée et la mise-à-jour qu'en a fait Jérôme de Stridon, livres qui datent du IVe siècle et qui ont été largement diffusés dans l'occident chrétien et, donc, facilement accessible à l'atelier alphonsin.
Cependant, Alphonse X a utilisé d'abondants matériaux tirés de sources d'origine gréco-latine, et même a manifesté une préférence pour ces dernières dans de nombreuses sections où elles sont plus présentes que les sources bibliques, bien que le plan général soit subordonné au déroulement de l'histoire sacrée.
En tout cas, dans cette œuvre, il y a eu un très grand travail de compilation et de combinaison des sources bibliques, latines classiques (les Métamorphoses et les Héroïdes d'Ovide, Pharsale de Lucain, l'Histoire naturelle de Pline l'Ancien, les Antiquités judaïques de Flavius Josèphe), latines tardives (Historia de preliis, Canons chronologiques d'Eusèbe de Césarée et la mise-à-jour par Jérôme de Stridon), latines médiévales (Etymologiae d'Isidore de Séville, Historia Scholastica de Pierre le Mangeur, Pantheon de Godefroi de Viterbe), françaises, britanniques et hispaniques des XIIe et XIIIe siècles (Le Roman de Thèbes, 1150; Roman de Troie, 1170, de Benoît de Sainte-Maure; Alexandreis de Gautier de Châtillon; Histoire ancienne jusqu'à César, 1230, dédiée à Roger de Lille; Historia regum Britanniae de Geoffroy de Monmouth; Chronicon mundi de Luc de Tuy; De rebus Hispaniae de Rodrigo Jiménez de Rada), hébraïques et arabes (Estoria caldea de Al-Guazil, et d'autres, certaines aujourd'hui perdues).

## Style
Au sujet de la langue, dans cette œuvre, Alphonse X fait un pas de plus dans l'incorporation d'emprunts d'origine savante dans le castillan du XIIIe siècle. Ses traducteurs ont acquis également une technique habituelle en faisant des déclarations sur des aspects du contenu, sur le lexique et sur les implications des sources classiques d'où sont tirés les matériaux. De cette manière, ils faisaient un véritable commentaire de l'histoire écrite, ce qui suppose l'introduction d'une technique habituelle dans la historiographie classique mais absente dans les œuvres scientifiques d'Alphonse X. C'est un des traits les plus caractéristiques et novateurs dans l'évolution de la littérature alphonsine dans les années 1270, époque où est entreprise la composition de la General estoria.

## Manuscrits
Plus de quarante manuscrits de la General estoria sont connus. Compte tenu des dimensions de l'œuvre, chacun de ces manuscrits ne copie qu'une seule partie ou, parfois, deux parties. Seule la première et la quatrième partie sont copiés dans des manuscrits actuellement existants issus du scriptorium royal, le reste de l'œuvre n'est connu que par des copies plus tardives. Plusieurs de ces copies ultérieures ne contiennent pas toute une partie, mais une sélection, soit normalement le contenu biblique ou le contenu non-bibliques, et parfois une copie contient le contenu biblique de deux parties. Pour la cinquième partie, aucun manuscrit n'est connu contenant le texte intégral: trois contiennent la section non-biblique, trois seulement une partie de la section non-biblique (seulement la traduction de Pharsale), et un la section biblique. Il est possible que cette cinquième partie n'ait jamais été tout à fait terminée.

## Éditions
Les première et deuxième parties de l'ouvrage ont été éditées et publiées en 1930 et de 1957 à 1961, en 1930 par Solalinde et en 1961 Solalinde, Kasten et Oelschläger. Plusieurs chercheurs ont publié des transcriptions du texte de certains manuscrits et effectué des éditions partielles, ce qui a contribué à une meilleure connaissance de l'ouvrage.
Il a fallu attendre l'année 2009 pour disposer d'une édition des six parties que comporte la General estoria, bien que nous est seulement parvenu un petit fragment de la sixième partie, probablement encore en l'état de brouillon par rapport à l'ambitieuse conception originale, car cette sixième partie devait raconter l'histoire depuis Jésus-Christ jusqu'à Alphonse X le Sage.
Finalement l'œuvre a été publiée en dix volumes sous la coordination de Pedro Sánchez-Prieto, deux volumes pour chaque partie, et le dernier volume contient la fin de la cinquième partie et le texte conservé de la sixième. La référence bibliographique est la suivante:
- Alfonso X el Sabio, General estoria, Pedro Sánchez-Prieto (coord.), Madrid, Fundación José Antonio de Castro (Biblioteca Castro), 2009, 7245 pages. VI partes, X tomos:
  - Primera parte, 2 vols.  (ISBN 978-84-96452-83-1)

  1. Pedro Sánchez-Prieto Borja (ed. lit.), Génesis, vol. 1, 577 pages.  (ISBN 978-84-96452-84-8)
  2. — Éxodo, Levítico, Números y Deuteronomio, vol. 2, 1002 pages.  (ISBN 978-84-96452-85-5)

  - Segunda parte, 2 vols.  (ISBN 978-84-96452-61-9)

  1. Belén Almeida Cabrejas (ed. lit.), Josué; Jueces, vol. 1, 735 pages.  (ISBN 978-84-96452-62-6)
  2. — Jueces (continuación); Reyes primero; Reyes segundo; Reyes tercero, vol. 2, 1111 pages.  (ISBN 978-84-96452-63-3)

  - Tercera parte, 2 vols.  (ISBN 978-84-96452-67-1)

  1. Pedro Sánchez-Prieto Borja, Bautista Horcajada, Carmen Fernández y Verónica López (eds. lits.) Salmos, cánticos, gentiles del tiempo de David: griegos y troyanos, origen de los godos y otras historias de los gentiles, historia de Salomón, Cantar de los cantares, proverbios, sabiduría, eclesiastés, sucesores de Salomón y gentiles de su tiempo, vol. 1, 584 pages.  (ISBN 978-84-96452-68-8)
  2. — Ecozías y sucesores, Isaías, Oseas, Amós, Jonás, Ozías y sucesores, Naúm, Miqueas, Acaz, Rómulo y Remo, Ezequías y sucesores, Tobías, Job, gentiles del reinado de Ezequías, Manasés y gentiles, Amón, Josías, Joacaz y Joaquín, Sedequías, Ezequiel, Paralipómenon, vol. 2, 783 pages.  (ISBN 978-84-96452-69-5)

  - Cuarta parte, 2 vols.  (ISBN 978-84-96452-83-1)

  1. Inés Fernández-Ordóñez (ed. lit.), Nabucodonosor, Daniel, Abdías, Sofonías, Jeremías, Baruc, Abacuc, Cambises, Judit, Diocles-Hipias, Darío, Esdras, Neemías, vol. 1, 747 pages.  (ISBN 978-84-96452-77-0)
  2. Raúl Orellana Calderón (ed. lit.), Aggeo, Zacarías, Malaquías, Darío Idaspo, Xerses, Artaxerses, Sobdiano, Darío Nota, Artaxerses Assuero, Ester, Artaxerses Oco, Arsamo, Darío Arsamo, Alexandre el Grand, Darío Arsamo-Alexandre el Grand-Tolomeo Sóter, Tolomeo Filadelfo, Tolomeo Evérgetes, Eclesiástico, Tolomeo Filopátor, vol. 2, 635 pages.  (ISBN 978-84-96452-78-7)

  - Quinta y sexta partes, 2 vols.  (ISBN 978-84-96452-80-0)

  1. Elena Trujillo (ed. lit.), Primer libro de los macabeos; Segundo libro de los macabeos, vol. 1, 416 pages.  (ISBN 978-84-96452-81-7)
  2. Pedro Sánchez-Prieto y Belén Almeida (eds. lits.), Farsalia; Mandato de Julio César; Mandato de Octavio Augusto, vol. 2, 811 pages.  (ISBN 978-84-96452-82-4)